# ネイキッド (オートバイ)

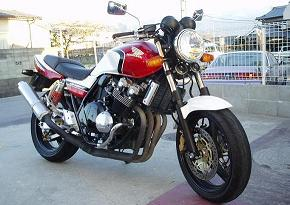
ネイキッドの一例、ホンダ・CB400スーパーフォア

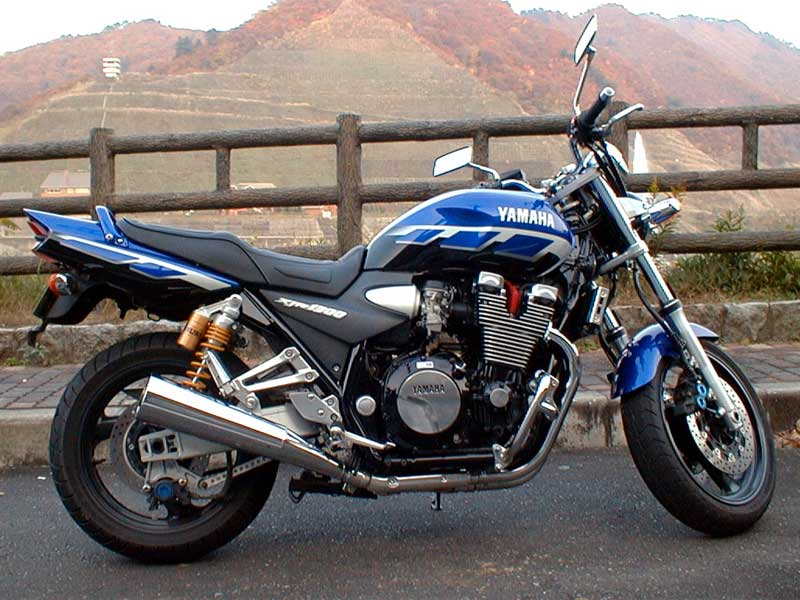
ネイキッドの一例、ヤマハ・XJR 1300

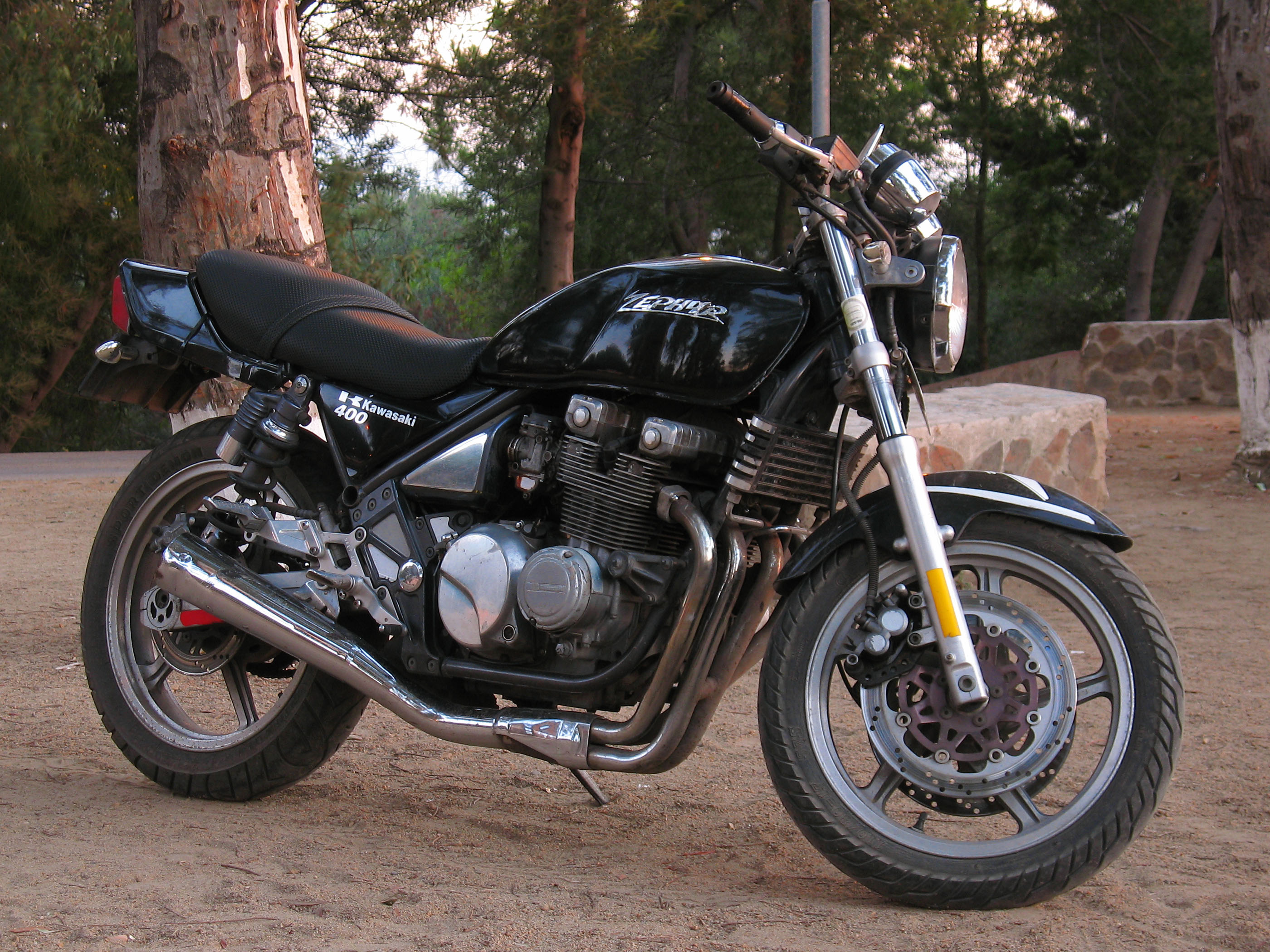
ネイキッドバイクの一例、カワサキ・ゼファー 400

ネイキッド (英: naked bike) とはオートバイの1ジャンルのひとつで、カウルを装備していないオートバイのことを指す。カウルが装着されたオートバイに対して旧来のオートバイを区別するためのレトロニムである。NKと略される場合もある。「裸」、「剥き出し」、「ありのまま」の意味を持つ英単語"naked"に由来する。ただし、ハーフカウルやビキニカウルを装着して派生したモデルもネイキッドと呼ぶ場合がある。呼び方は各国によってまちまちで、"naked"に相当する各国語の言葉で呼ぶ場合や、"standard"（スタンダード）あるいは"roadster"（ロードスター）と呼ばれる場合もある。

## 概要
ネイキッドは汎用の公道用オートバイで、乗員の姿勢はスーパースポーツなどのスポーツ指向の高い車種に比べると上体の前傾が強くなく、クルーザーよりは前傾姿勢となる中間的なものであることが一般に認知されている。ペダルは乗員の直下に配置され、ハンドルバーは身体を前傾させなくても十分に手が届く高さになっていて、乗員の肩が着座位置の上方に自然な形で配置される。ネイキッドは、用途に対する柔軟性や比較的低いコスト、穏やかなエンジン特性から、しばしば初心者向けの車種として推奨される。

## 「ネイキッド」という呼び方の広まり
1970年代まではカウルを装備していない車種の方が一般的で、特定のジャンルとして分類されることはなかった。しかし、1980年代に入る頃からカウルを備えたモデルが徐々に増えた。1980年代前半は、カウル付きのヤマハ・RZ250RRに対するカウル無しのRZ250Rや、カウル無しのホンダ・CBR400Fに対するカウル有りのCBR400Fエンデュランスなどのように、カウル付きの車種と同時に同型車のカウルを装備しない車種が販売されていたが、ネイキッドという呼び方はされていなかった。1985年にヤマハはFZ400Nのカタログで、キャッチコピーとして「ネイキッド」という言葉を使った。
世界的にnaked bikeという呼び方が広く用いられるようになったのは、欧米でUniversal Japanese motorcycleと呼ばれる日本製の旧い車種への懐旧が流行した、1990年代ごろからであるといわれる 。Universal Japanese motorcycleは1960年代から1970年代の日本製のオートバイで、シンプルさや品質、汎用性が評価された。

## 日本のネイキッドブーム

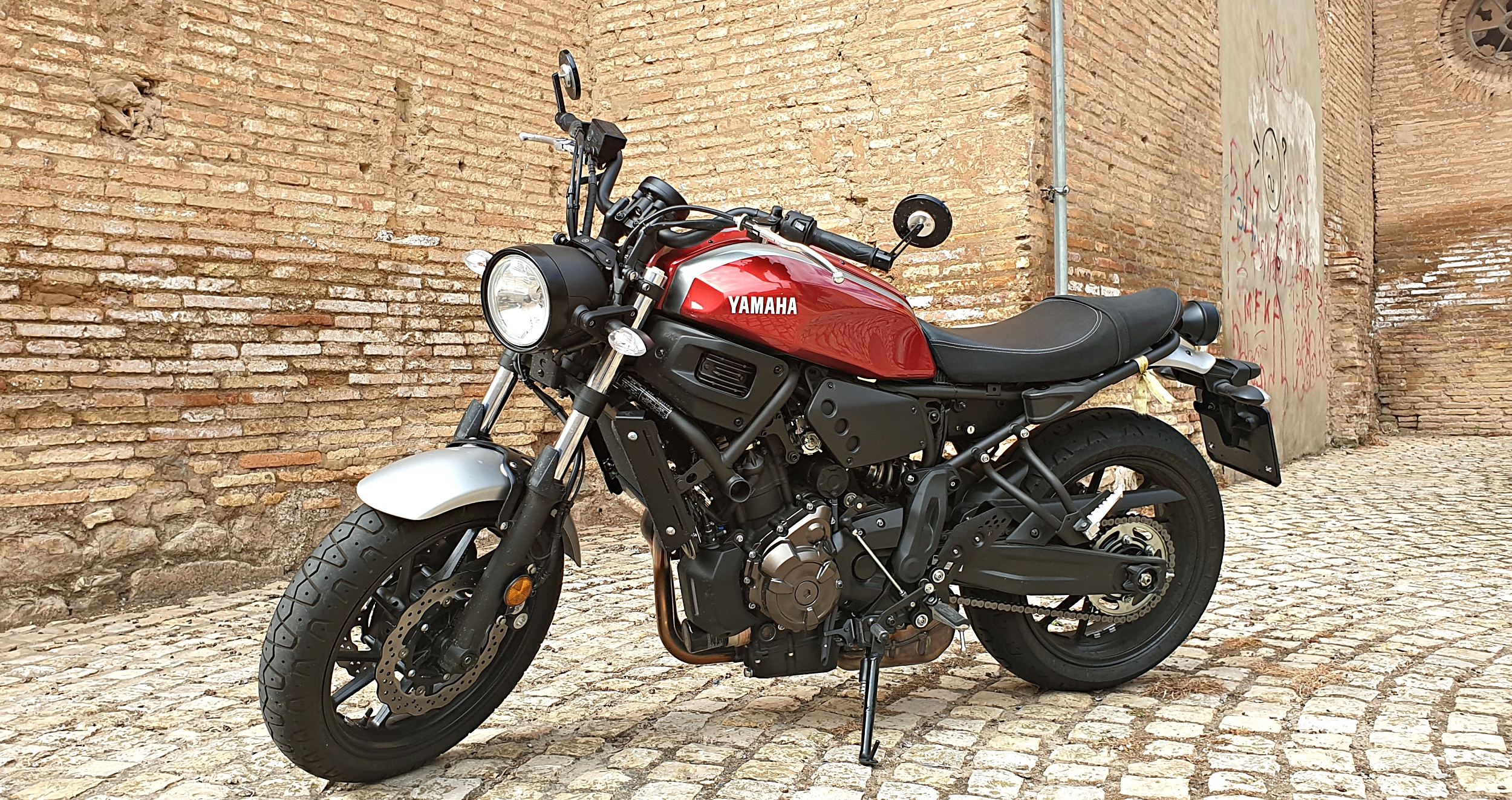
ヤマハ・XSR700、現代でも日本では丸目スタイルが人気である

1989年にホンダ・CB-1、スズキ・バンディット、カワサキ・ゼファーといった車種が登場した。これまでのカウル付きモデルからカウルを外しただけの派生車種とは異なる、カウルで覆われていないエンジンの機能美や無骨な外観をデザインとして前面に出し、常用域に重点を置いた出力特性に設定されたエンジンを搭載した車種の登場により、日本の400ccクラス市場はレーサーレプリカブームからネイキッドブームへ遷移していった。やがて250ccクラスやナナハン、リッタークラスまで広がり、2000年代のビッグスクーターブームの始まりと共に終息した。反社会的な集団 珍走団（またはそれらに似た反社会的ではない集団 旧車會）全盛期の時代が被ったため、ベース車両としてよく盗難に遭うことがあった。（現代でもよくベースとされる）目立つためだけの装飾を施し、マフラーからサイレンサーや触媒等を抜いた直管マフラーにより、よりうるさく改造され　アクセルをひねり回して不快な騒音を短い周期で発生させるコールのためであった。

## ストリートファイター
ストリートファイター(英: streetfighter)はスーパースポーツなどのスポーツ性の高い車種からカウルを外し、その他にも変更を加えて攻撃的な外観とした車種である。単にカウルを外すだけにとどまらず、典型的なストリートファイターの外観は異形ヘッドライトと、ポジションの高いバーハンドルなどが用いられる。ネイキッドを細分化した1ジャンルとして扱われる場合があり、「ストファイ」などのように略して呼ばれる場合もある。
スタイルのルーツは1950年代から1960年代のカフェレーサー文化であるが、1970年代から1980年代初頭の日本のオートバイに強く影響を受けたといわれている。ストリートファイターという言葉はイギリスのフォトジャーナリストとハーレーダビッドソンのカスタムを行うバイクビルダーによって、そのカスタムバイクに対して用いられたのが最初で、後に同時期に作られた日本の4気筒カスタムバイクもこのように呼ばれるようになった。
ストリートファイターはヨーロッパのライダーによって広められ、世界中で人気が高くなったことを受けて、1990年代後半にはオートバイメーカーも用語として採用し始めた。1994年にはトライアンフ・スピードトリプルを皮切りにメーカー製のストリートファイターが作られるようになった。
日本では丸目一灯のオーソドックスなデザインが好まれるため、ヨーロッパ向けの車種が多い。600cc - 1000ccが主流である。軽量俊敏で走行性能は比較的高い。

## クラシック
旧い年代の車種に見られる特徴を有してデザインされた車種は、クラシック（英: classic）やオールドルック（英: old look）と分類される場合がある。外観だけでなく、主要な構成部品も旧年式の車種に見られるような伝統的な材質や機構を用いる場合も多い。たとえば、フレームやスイングアームに複雑な断面のアルミ押出成形材を用いずに鋼管としたり、リヤサスペンションをモノショックとせずに、2本のコイルオーバーユニットを後輪の両側に配したコンベンショナルなツインショックタイプとするほか、フロントブレーキにディスクブレーキを採用せずにツー・リーディング式のドラムブレーキを採用するといった構成が見られる。カワサキ・W400/650/800、トライアンフ・ボンネビル、ドゥカティ・スポーツクラシックシリーズなどが該当する。